# Elzo Coelho
Elzo Aloísio Coelho (* 22. Januar 1961 in Machado, Minas Gerais), alias Elzo ist ein ehemaliger brasilianischer Fußballspieler und heutiger Fernsehkommentator.

## Karriere als Spieler
Elzo hatte 87 Einsätze in der Campeonato Brasileiro, die meisten bei Atlético Mineiro. Er spielte später für Benfica Lissabon. Er stand mit diesem Club im Endspiel um den Europapokal der Landesmeister, wo man gegen PSV Eindhoven im Elfmeterschießen verlor. In der Saison 1988/89 wurde er portugiesischer Meister. Zwischen März und Juni 1986 spielte er siebenmal für die Nationalmannschaft seines Landes. Er gehörte zum Kader der Selecao bei der WM 1986 in Mexiko, wo er in jedem der fünf Spiele seines Teams neben Sócrates und Alemão im Mittelfeld zur Stammelf gehörte.

## Erfolge
Ginásio Pinhalense
- Staatsmeisterschaft von São Paulo: 1979

Internacional
- Staatsmeisterschaft von Rio Grande do Sul: 1982, 1983 und 1984

Atlético Mineiro
- Staatsmeisterschaft von Minas Gerais: 1985 und 1986

Benfica Lissabon
- Portugiesischer Meister 1988/89
- Finale Europokal der Landesmeister 1987/88

Auszeichnungen
- Bola de Prata brasileiro (Placar): 1989

## Trivia
- Seine Zwillingsschwester heißt Elza.
- Elzo war Kommentator für TV Globo im Jahre 2002